# Instituto Campostrini
El Instituto Campostrini, cuyas miembros son conocidas como Hermanas Mínimas de la Caridad de Nuestra Señora de los Dolores (oficialmente en italiano: Suore Minime della Carità di Maria Addolorata, Istituto Campostrini), es una Congregación religiosa católica femenina de derecho pontificio, fundada por la religiosa italiana Teodora Campostrini en Verona, en 1818. A las religiosas de esta congregación se les conoce también como Hermanas Campostrini y posponen a sus nombres las siglas: I.C.

## Historia
En 1818, Teodora Campostrini fundó un monasterio de clausura en la iglesia de San Massimo, Verona (Italia), y a sus monjas las llamó Hermanas Mínimas de la Caridad de Nuestra Señora de los Dolores. En 1821 el monasterio fue trasladado a la vía de Santa María in Organo en la misma ciudad, donde fundaron además una escuela y un centro para trabajadores. Las monjas se guiaban por la Regla de San Agustín y sus Constituciones se basaban en las de San Francisco de Sales. Recibieron la aprobación del papa Gregorio XVI en 1833.
El 13 de agosto de 1921, las monjas abandonaron la clausura para dedicarse libremente al apostolado, lo que permitió la expansión por Italia. Las nuevas Constituciones fueron aprobadas definitivamente por la Santa Sede en 1956.

## Actividades
Las Hermanas Campostrini se dedican a la educación de la juventud en escuelas, centros universitarios y catequesis. Además asisten a ancianos y enfermos y en los últimos años se han abierto al campo misionero.
En 2011, la Congregación contaba con unas 91 religiosas y 9 comunidades, presentes en Italia y Rumanía. La casa general se encuentra en Verona y su actual superiora general es la religiosa italiana María Fernanda Verzé.

## Personajes ilustres
- Teodora Campostrini (1788-1860), venerable, religiosa italiana y fundadora de la Congregación, que fue declarada venerable por el papa Francisco el 3 de marzo de 2016.[1]